# Esteve V
|  | Per a altres significats, vegeu «Esteve V d'Hongria». |

Esteve V (Roma, ? – 14 de setembre de 891) va ser Papa de l'Església Catòlica des del 885 fins al 891.
Segons la tradició, va ser escollit papa quan encara vivia Adrià III i, per tant, va rebutjar el nomenament, tancant-se durant uns dies a casa seva fins que va morir el seu antecessor i els cardenals van anar a buscar-lo, el van portar fins a la Basílica de Sant Pere i allà el van consagrar el 14 de setembre del 885.
Amb el seu pontificat s'inicia el període conegut com "la nit del papat" o pornocràcia en el que els papes van ser simples titelles en mans de la noblesa.
Només començar el pontificat, el 886 va morir l'emperador romà d'Orient Basili I el Macedoni, a qui va succeir el seu fill Lleó VI el Filòsof i que va destituir a Foci com a Patriarca de Constantinoble tot i haver sigut un dels seus preceptors en l'educació del nou emperador. Aquest acte, que en principi va poder suposar esperança d'un aproximament de postures entre Orient i Occident, no va donar els fruits esperats degut al nomenament, com a patriarca de Constantinoble, d'Esteve I, germà de l'anterior emperador.
El 887, quan va ser deposat l'Emperador d'Occident Carles III el Gras, l'imperi que aquest havia reunificat heretant títols (el Tractat de Verdun havia dividit l'Imperi Carolingi el 843), es fragmentà de nou i varen separar-se tres grans estats: el Regne Franc Occidental, regit per Odó I de França, el Regne Franc Oriental, regit per Arnulf de Caríntia, i el Regne d'Itàlia, regit per Guiu III de Spoleto i Berenguer I d'Itàlia.
L'any següent, el 888, al morir Carles III el Gras, van començar les lluites per aconseguir la corona imperial. Guiu de Spoleto, aprofitant la seva proximitat física al Papa i el fet que Arnulf i Odó van tenir problemes interns per les invasions vikingues, va aconseguir que Esteve V el coronés emperador el 891.
La desaparició de l'imperi va possibilitar l'aparició de nombrosos poders feudals i el poder dels bisbes a qui els senyors dels feus van encomanar la seva administració i el govern.